# Ernobius
Ernobius är ett släkte av skalbaggar som beskrevs av Thomson 1859. Ernobius ingår i familjen trägnagare.

## Bildgalleri

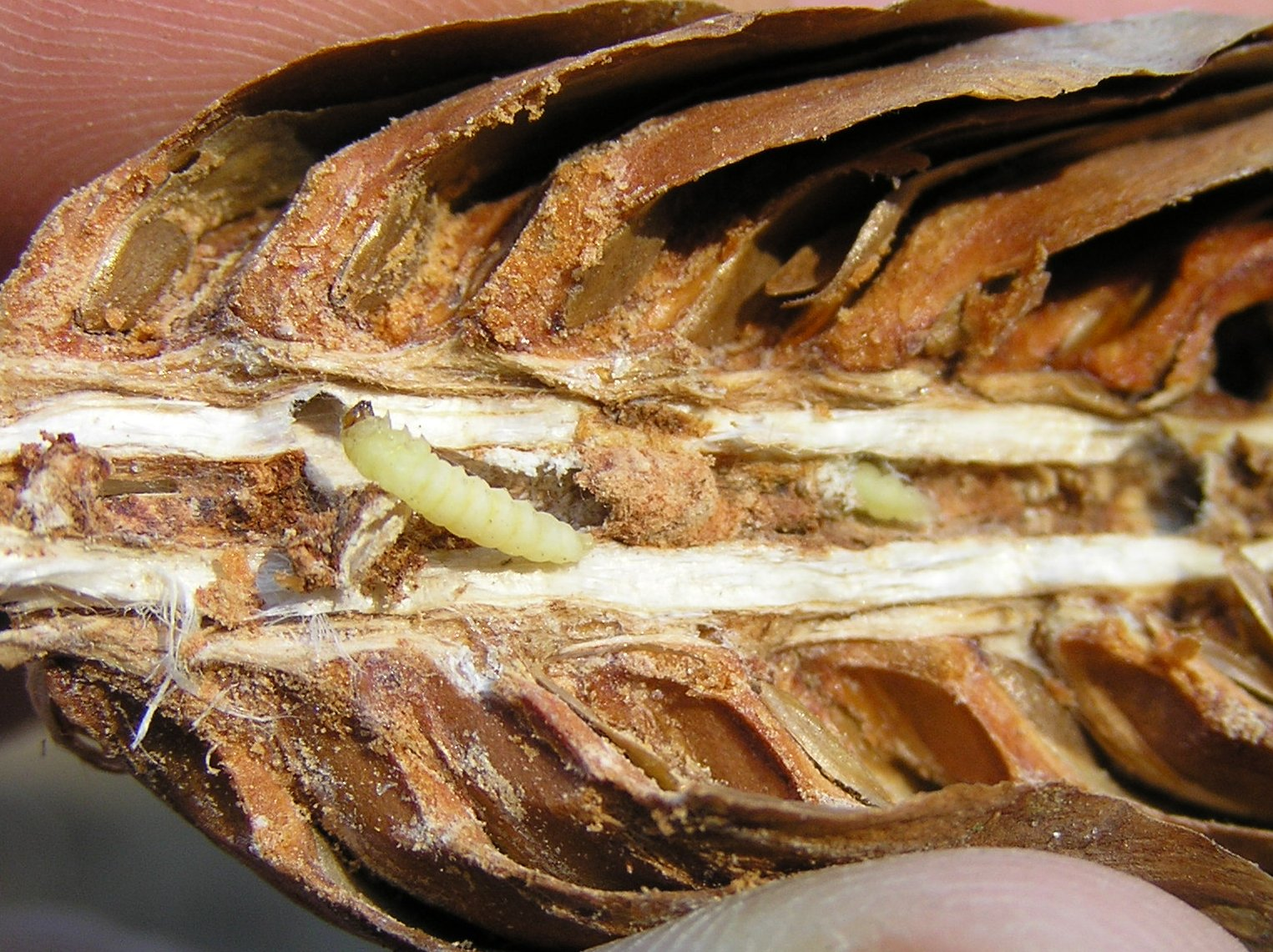

## Dottertaxa tillErnobius, i alfabetisk ordning[1][2]
- Ernobius abietinus
- Ernobius abietis
- Ernobius alutaceus
- Ernobius angusticollis
- Ernobius bicolor
- Ernobius californicus
- Ernobius caudatus
- Ernobius collaris
- Ernobius conicola
- Ernobius convergens
- Ernobius crotchii
- Ernobius debilis
- Ernobius explanatus
- Ernobius filicornis
- Ernobius fissuratus
- Ernobius gentilis
- Ernobius gigas
- Ernobius gracilis
- Ernobius granulatus
- Ernobius hirsutus
- Ernobius kiesenwetteri
- Ernobius lacustris
- Ernobius longicornis
- Ernobius luteipennis
- Ernobius melanoventris
- Ernobius mollis
- Ernobius montanus
- Ernobius nigrans
- Ernobius nigrinus
- Ernobius opicus
- Ernobius pallitarsis
- Ernobius parvus
- Ernobius pini
- Ernobius pinicola
- Ernobius pruinosus
- Ernobius punctulatus
- Ernobius schedli
- Ernobius socialis
- Ernobius tenuicornis
- Ernobius tristis